# Fritz Wittenbecher
Fritz Wittenbecher (* 20. Februar 1910 in Stendal; † unbekannt) war ein deutscher Fußballspieler und Fußballtrainer, der sowohl vor als auch nach dem Zweiten Weltkrieg aktiv war. Er spielte u. a. bei Werder Bremen.

## Sportliche Laufbahn

### Vor 1945
Wittenbecher begann seine Laufbahn als Fußballspieler beim Verein „Siegfried“ im altmärkischen Wahrburg. Später wechselte er zum mehrfachen Altmarkgau-Meister Viktoria Stendal und danach zu Werder Bremen. 
Für Werder Bremen war er ein erfolgreicher Torschütze. In der deutschen Fußballmeisterschaft 1937 war er bei der 1:5-Niederlage gegen Schalke 04 am 4. April einziger Torschütze der Bremer. Zwei Wochen später trug er durch gutes Spiel vor 18.000 Zuschauern im Berliner Poststadion zum 3:1-Erfolg gegen Hertha BSC bei. Er hatte das Führungstor erzielt und das zweite Tor vorbereitet.
Beim 4:0-Sieg gegen Viktoria Stolp am 25. April schoss er drei Tore. Der Erfolg gegen Hertha BSC wurde am 9. Mai auf dem Eintracht-Platz in Braunschweig vor 15.000 Zuschauern wiederholt. Wittenbecher gehörte wiederum zu den Torschützen.
Im Juni 1937 spielte er in einem Freundschaftsspiel gegen Victoria Hamburg. Auch in der folgenden Saison lief er weiterhin für Werder auf.

### Nach 1945
Nach dem Zweiten Weltkrieg baute er in seiner Heimatstadt Stendal den Fußball wieder mit auf. Von 1949 bis 1951 spielte er für die Betriebssportgemeinschaft Lokomotive Stendal in der DDR-Oberliga, der höchsten Spielklasse in der Deutschen Demokratischen Republik (DDR). Dort bestritt er 38 Punktspiele, in denen er drei Tore erzielte.
Nachdem Wittenbecher bereits kurzfristig vom Mai bis zum Juni 1950 die Mannschaft von Lok Stendal trainiert hatte, nahm er 1951 bei der Leipziger Sporthochschule DHfK ein Fußballtrainer-Studium auf. Anschließend war er zunächst Schwerpunkttrainer der zentralen Sportvereinigung Lokomotive (Dachorganisation der Betriebssportgemeinschaften der Deutschen Reichsbahn), weitere Stationen waren der SC Lokomotive Leipzig und der SC Motor Karl-Marx-Stadt (Februar bis Mai 1958). Noch im Laufe der Saison 1958 übernahm Wittenbecher das Traineramt beim SC Aufbau Magdeburg, der in der zweitklassigen DDR-Liga spielte. Die Magdeburger führte er binnen eineinhalb Jahre in die DDR-Oberliga. Da der SC Aufbau in den nächsten zwei Jahren jedoch nicht über Mittelfeldplätze hinaus kam, wurde Wittenbecher nach Abschluss der Saison 1961/62 von Ernst Kümmel abgelöst. Wittenbecher wurde daraufhin Trainer beim neu gegründeten SC Frankfurt, wurde aber auch dort nach zwei Jahren wieder entlassen, nachdem die Mannschaft nach der Saison 1963/64 in die drittklassige Bezirksliga absteigen musste. Nach weiteren zwei Jahren als Stützpunkttrainer in den Bezirken Rostock und Halle durfte Wittenbecher zu Beginn der Spielzeit 1966/67 mit Lok Stendal wieder eine Oberligamannschaft übernehmen. Doch auch diese Mannschaft konnte er nur für zwei Spielzeiten in der Oberliga halten, 1968 stieg Lok Stendal ab und Wittenbecher musste gehen.
Am 3. Dezember 1966 meldete das „Deutsche Sportecho“: „Fritz Wittenbecher wurde dreimal als Aktivist sowie mit der Verdienstmedaille der DDR ausgezeichnet.“